# Investition
Unter einer Investition (lateinisch investire ‚einkleiden‘) versteht man in der Wirtschaft allgemein den Einsatz von Kapital oder Sachgütern für einen bestimmten Verwendungszweck durch Wirtschaftssubjekte bei sich selbst oder bei anderen Wirtschaftssubjekten. Gegensatz ist die Desinvestition.

## Allgemeines
Die investierenden Wirtschaftssubjekte werden mit dem Nomen Agentis als Investoren bezeichnet. Als solche kommen Privathaushalte, Unternehmen und der Staat (mit seinen Gebietskörperschaften und Staatsunternehmen) in Betracht. Entsprechend wird zwischen privater und öffentlicher Investition unterschieden, je nachdem, ob die Privatwirtschaft oder öffentliche Wirtschaft als Investor fungiert. Eine Mischform ist die Öffentlich-private Partnerschaft. Auslandsinvestitionen werden im Ausland oder von anderen Staaten im Inland vorgenommen. Die Verteilung der Investitionen in der Makroebene auf die einzelnen Wirtschaftssubjekte ist ebenso bedeutend wie die Höhe der Gesamtinvestitionen.
Der Begriff der Investition ist ein Erkenntnisobjekt sowohl in der Betriebswirtschaftslehre als auch in der Volkswirtschaftslehre. Während in der Betriebswirtschaftslehre unternehmerische Investitionsentscheidungen im Vordergrund stehen, untersucht die Volkswirtschaftslehre das aggregierte Investitionsverhalten aller Wirtschaftssubjekte. Bei Investitionen von Privathaushalten im Rahmen der privaten Finanzplanung ist der Begriff Kapitalanlage eher gebräuchlich. Unter finanzwirtschaftlichen Gesichtspunkten wird als Investition die zielorientierte Kapitalverwendung in Form von Investitionsausgaben verstanden, um hierdurch in der Zukunft Einnahmen (Return on Investment) zu erzielen.
Mit der biologischen Investition ist der Einsatz der Eltern zur Sicherung des Überlebens der Nachkommen, insbesondere auf Kosten des Wettbewerbs um andere Partner, gemeint.

## Betriebswirtschaftslehre
Der Betriebswirt Günter Wöhe unterscheidet nach der Art der Vermögensgegenstände, für deren Beschaffung finanzielle Mittel verwendet werden, zwischen Sach-, Finanz- und immateriellen Investitionen. Im weiteren Sinn gehören dazu neben kurzfristigen Anlagen auch Investitionen in Wertpapiere (Finanzinvestition). Enger gefasst und am gebräuchlichsten wird der Begriff bei langfristigen Sachanlagen verwendet. Als langfristig kann dabei angesehen werden, wenn das Produktionsmittel das laufende Geschäftsjahr überdauert. Investitionen umfassen einen weiten Bereich: von Immobilien über Geschäftsfahrzeuge und Maschinen bis zur Betriebs- und Geschäftsausstattung. Sie können von öffentlichen wie auch privaten Unternehmen getätigt werden.
Investitionen schlagen sich auf der Aktivseite der Bilanz nieder (Sachanlagevermögen, Finanzanlagen und immaterielle Vermögensgegenstände), ihre Finanzierung ist entsprechend auf der Passivseite zu finden (Eigenkapital und Fremdkapital).

### Klassifizierung
Investitionen können wie folgt gegliedert werden:
Nach Gegenstand
| Art                        | Unterarten |
| -------------------------- | --- |
| Sachinvestitionen          | technische Anlagen, Bauwerke, Gebäude, Grundstücke und grundstücksgleiche Rechte, Maschinen; auch in Kunstwerke                          |
| immaterielle Investitionen | Konzessionen, Lizenzen, Marken, Patente, Schutzrechte; Forschung und Entwicklung, Geschäfts- oder Firmenwert, käuflich erworbenes Wissen |
| Finanzinvestitionen        | Effekten: Aktien, Anleihen, Investmentzertifikate Beteiligungen                                                                          |

Nach Zweck
| Art                            | Beschreibung |
| ------------------------------ | --- |
| Bruttoinvestitionen            | Summe von Ersatz- und Nettoinvestitionen |
| Ersatzinvestitionen            | durch Abnutzung, Verschleiß oder technischen Fortschritt anfallende Investitionen, welche die Kapazität aufrechterhalten, indem dieser Verschleiß ersetzt wird                        |
| Erweiterungsinvestitionen      | Investitionen mit dem Ziel, mit mehr Produktionsmitteln und/oder mehr Arbeitskräften auch mehr zu produzieren                                                                         |
| Gründungsinvestitionen         | fallen bei einer Unternehmensgründung an |
| Nettoinvestitionen             | effektive Neuinvestitionen, Investitionen nach Abzug der Abschreibungen, die zur Finanzierung des Ersatzes des Verschleißes der bestehenden Produktionsanlagen dienen                 |
| Rationalisierungsinvestitionen | Investitionen mit dem Ziel, im Rahmen der Rationalisierung mit derselben (oder einer geringeren) Menge an Arbeitskräften oder Maschinen mehr (oder gleich viel) produzieren zu können |
| Desinvestitionen               | Die Kapitalfreisetzung von Mitteln führt durch Veräußerung von Investitionsgütern zu dem Unternehmen zufließenden Erträgen                                                            |

Erich Gutenberg definierte 1952 pragmatisch Investitionen als der „Aufwand zum Zwecke der Erweiterung oder Modernisierung [oder Ersatz oder Rationalisierung; d. Verf.] der betrieblichen Anlagen“.
Nach Funktion
| betriebliche Funktion     | Art                     |
| ------------------------- | ----------------------- |
| Forschung und Entwicklung | Forschungsinvestitionen |
| Produktion                | Fertigungsinvestitionen |
| Vertrieb                  | Absatzfinanzierung      |

Nach Interdependenz
- Als Direktinvestition bezeichnet man Investitionen in Unternehmensbeteiligungen oder für Tochtergesellschaften/Niederlassungen im Ausland. Direktinvestitionen sind eine Form des Kapitalexports.
  - substitutive Direktinvestitionen verdrängen im Ausland die dort heimischen Unternehmen,
  - komplementäre Direktinvestitionen erfolgen zusätzlich zum nationalen Investitionsvolumen des Ziellandes.

Nach Risiko
- Die strategische Investition betrifft wesentliche Teile des Vermögens (> 20 %), vor allem Investitionen in neue Technologien, neue Produkte, neue Märkte oder umfangreiche Kapazitätserweiterungen (Diversifikation). Zugehörige Entscheidungen sind konstitutive Entscheidungen.
- Die operative oder taktische Investition findet permanent statt und bezieht sich auf Ersatzinvestitionen, Rationalisierungen oder Fertigungsverfahren. Hierfür werden operative Entscheidungen getroffen.

### Bewertung von Rationalisierungs- und Erweiterungsinvestitionen
Um den Erfolg einer geplanten oder durchgeführten Rationalisierungs- oder Erweiterungsinvestition zu bestimmen, müssen zunächst die durch die Investition ausgelösten Auswirkungen auf die betrieblichen Prozesse erfasst werden. Die Grundlage hierfür bildet ein Vergleich des neuen bzw. zukünftigen mit dem bisherigen Geschäftsprozessmodell. Mit Hilfe des folgenden Schemas (Änderungsmatrix) können die erwarteten bzw. eingetretenen Auswirkungen auf jeder beliebigen Betrachtungsebene systematisch erfasst werden:
|                |          | Dimension der Änderung |      |  |  |
| Quantität      | Qualität | Raum                   | Zeit |  |  |
| Inputfaktoren  | 1        |                        |      |  |  |
| Inputfaktoren  | 2        |                        |      |  |  |
| Inputfaktoren  | 3        |                        |      |  |  |
| Inputfaktoren  | …        |                        |      |  |  |
| Outputfaktoren | 1        |                        |      |  |  |
| Outputfaktoren | 2        |                        |      |  |  |
| Outputfaktoren | 3        |                        |      |  |  |
| Outputfaktoren | …        |                        |      |  |  |

Legende:
- Inputfaktoren = eingesetzte Produktionsfaktoren
- Outputfaktoren = Ergebnisse (z. B. Produkte, aber auch immaterielle, soziale und ökologische Auswirkungen)
- Änderungen in Quantität (Menge), Qualität (Beschaffenheit), räumlicher und zeitlicher Hinsicht

Beispiele für Investitionseffekte:
(x bedeutet: Schnittpunkt von Zeile und Spalte)
Inputfaktoren:
- Inputfaktor 1 × Quantität: Vom Inputfaktor 1 wird eine geringere Menge benötigt, da beim neuen Produktionsprozess weniger Ausschuss anfällt.
- Inputfaktor 2 × Zeit: Die Bearbeitungsdauer durch den Inputfaktor 2 (= Maschine) verkürzt sich, da die neue Maschine höher getaktet ist.
- Inputfaktor 3 × Raum: Für die Lagerung des Inputfaktors 3 wird weniger Stellfläche benötigt, da im neuen Prozess ein Hochregal eingesetzt wird.
- Inputfaktor 4 × Qualität: Vom Inputfaktor 4 wird eine geringere Qualität benötigt, da der neue Produktionsprozess einen höheren Wirkungsgrad hat.

Outputfaktoren:
- Outputfaktor 1 × Zeit: Für die Erstellung des Outputfaktors 1 verringert sich die Durchlaufzeit, da weniger und kürzere Liegezeiten anfallen.
- Outputfaktor 2 × Qualität: Die Qualität des Outputfaktors 2 erhöht sich, da der neue Produktionsprozess „schonender“ mit den eingesetzten Rohstoffen umgeht.
- Outputfaktor 3 × Raum: Der Weg für die Auslieferung des Outputfaktors 3 verkürzt sich, da die Produktion in das Land mit der höchsten Nachfrage verlagert wird.
- Outputfaktor 4 × Quantität: Die Menge des Outputfaktors 4 (= Lärm) wird gemindert, da der neue Produktionsprozess leiser ist.

Nach erfolgter Erfassung der Investitionseffekte müssen diese, evtl. unter Verwendung von Hilfsannahmen, „monetarisiert“, d. h. mit geldmäßigen Äquivalenten versehen werden. Erst dann können sie Eingang in die Investitionsrechnung finden.

### Entscheidungsproblematik
Investitionen gelten als heikle zentrale Entscheidungen im operativen Geschäft, da sie häufig eine langfristige strategische Bedeutung haben. Diese resultieren aus der Kapitalintensität, der langfristigen Kapitalbindung und somit der schweren Umkehrbarkeit von Investitionen. Problematisch ist auch die Zeit, die es braucht, bis eine Investition realisiert wird (time-lag genannt) und die Informationslage (meistens über die Zukunft), welche zu Unsicherheiten führt.
Um Aussagen über die Investitionslage eines Unternehmens zu treffen, gibt es einige betriebswirtschaftliche Kennzahlen. Dazu gehören die Anlagenintensität, Vorratsintensität und Investitionsquote.
Die Investitionsentscheidung wird des Weiteren dadurch kompliziert, dass neben den reinen ökonomischen Kriterien (zum Beispiel Nutzungsdauer, Kapitaleinsatz und Rentabilität), die in der Investitionsrechnung zusammengefasst und als Entscheidungsempfehlung aufbereitet werden, häufig weitere Gesichtspunkte (Gesetze, technische Machbarkeit, Interdependenzen zu anderen Bereichen) eine Rolle spielen. Ein neuer Ansatz zur Bestimmung der Vorteilhaftigkeit einer Investition ist die Realoptionsanalyse, mit welcher eine Investition mit Mitteln der Optionspreistheorie bestimmt werden kann.
Die Kennzahl der Grenzleistungsfähigkeit des Kapitals bildet die eigentliche Grundlage von Investitionsentscheidungen. Als Grenzleistungsfähigkeit des Kapitals bezeichnet man jenen Zinssatz, bei dem die Anschaffungskosten der Investition mit dem Gegenwartswert der Investition (= Barwert der Nettoerlöse der Investition) übereinstimmen. Das Unternehmen wird nur dann investieren, wenn die Grenzleistungsfähigkeit des Kapitals den aktuellen Marktzins übersteigt. Erzielt eine Investition eine höhere Rendite als eine alternative Geldanlage, wird investiert und umgekehrt. Bei erwarteter Lebensdauer einer zu erwerbenden Maschine von 2 Jahren ergibt sich folgende Formel:
{\displaystyle AK=Q_{1}+{\frac {Q_{2}}{1+R}}}
Hierin sind

{\displaystyle AK} Anschaffungskosten der Investition

{\displaystyle Q_{1}} Nettoeinnahmen der Investition im ersten Jahr

{\displaystyle Q_{2}} Nettoeinnahmen der Investition im zweiten Jahr

{\displaystyle R} Grenzleistungsfähigkeit des Kapitals (Investitionsrendite)
Kostet beispielsweise eine Maschine 1.000 Euro bei zwei Jahren Lebensdauer und erwartet der Unternehmer im ersten Jahr 500 Euro und im zweiten Jahr 540 Euro Nettoeinnahmen durch die Maschine, so ergibt sich eine Grenzleistungsfähigkeit von 8 %. Liegt der Marktzins bei 7 %, wird investiert, liegt er über 8 %, unterbleibt die Investition. Diese Grenzleistungsfähigkeit wurde von John Maynard Keynes erstmals im Februar 1936 in seiner Allgemeinen Theorie der Beschäftigung, des Zinses und des Geldes vorgestellt.

### Weiterführende Themen
- Bilanzkennzahl
- Investitionsförderung
- Leverage-Effekt
- Value Investing

## Volkswirtschaftslehre
Aus komplementärer volkswirtschaftlicher Sicht bezeichnet der Begriff den Erwerb von Sachkapital auf langfristiger Basis zum Zweck der Güterproduktion, wobei im volkswirtschaftlich engen Sinne nur dasjenige in einer Abrechnungsperiode beschaffte Sachkapital dazugezählt werden darf, welches in der gleichen Abrechnungsperiode hergestellt wurde. Das beschaffte Sachkapital dient zur Erhaltung, Verbesserung oder Erweiterung der Produktionsausrüstung von Unternehmen und erhält bzw. erhöht langfristig den Kapitalstock einer Volkswirtschaft. Wesentliche Einflussfaktoren der Investitionsgröße sind der Marktzins (Grenzleistungsfähigkeit des eingesetzten Kapitals), das laufende Einkommen und die laufende Produktion sowie Zukunftserwartungen der Investoren. Investitionen sind beispielsweise die Errichtung von Betriebsgebäuden, Anschaffung von technischen Anlagen, Maschinen oder Werkzeugen. Nicht zu den Investitionen gehören dagegen langlebige Konsumgüter, militärische Güter oder der Erwerb von Kenntnissen. Investitionen werden aus Abschreibungsgegenwerten finanziert. Erst wenn die Investitionen größer als die Abschreibung sind, kommt es zu einer Erhöhung des Kapitalstocks.
Ausgaben für militärische Waffensysteme, die unter die allgemeine Definition von Vermögensgütern fallen, werden seit der Einführung des ESVG 2010 nicht wie bisher den Vorleistungen, sondern den Bruttoanlageinvestitionen zugeordnet, d. h. den Investitionsausgaben.

### Modellierung
Im einfachen Modell der Güternachfrage wird Investition als eine exogene Variable angesehen. Dies ist jedoch problematisch, da der Umfang der Investitionen auf Veränderungen in der Produktion reagiert und vom Zinssatz abhängig ist.
Investition wird im Modell der Güternachfrage für eine geschlossene Volkswirtschaft mit Staat ausgedrückt als
{\displaystyle I=Z-C-G}.
In einer offenen Volkswirtschaft lautet die Definition
{\displaystyle I=Z-C-G-X+IM}.
Z ist die gesamte Güternachfrage, C der private Konsum, G die Staatsausgaben ohne staatliche Investitionen. X bezeichnet den Export und IM den Import.

### Arten von Investitionen
Bezüglich der Investitionen sind folgende Begriffe zu unterscheiden:
- Bruttoinvestitionen bezeichnen die gesamten Investitionen einer Periode.
- Unter Reinvestition (auch Ersatzinvestition genannt) versteht man einen Teil der Bruttoinvestitionen, der dazu dient, den Produktionsapparat instand zu halten. Reinvestitionen sollen Abschreibungen ersetzen bzw. diesen entsprechen. Sind diese beiden Größen gleich, bleibt auch der Wert des Produktionsmittelbestandes unverändert.
- Nettoinvestitionen sind die Differenz zwischen Bruttoinvestitionen und Reinvestitionen. Sie dienen dazu, den Produktionsmittelbestand zu verbessern oder zu erweitern und somit das Wachstum der Wirtschaft zu unterstützen. Sie erhöhen das Sachkapital einer Volkswirtschaft und setzen die (gesamtwirtschaftliche) Vergabe von Investitionskrediten[13][14] voraus.[15]
- Anlageinvestitionen sind die zur langfristigen Nutzung bestimmten Produktionsmittel. Man unterscheidet Bruttoanlageinvestitionen und Nettoanlageinvestitionen.
- Lagerinvestitionen (auch Vorratsinvestitionen genannt) umfassen Bestandsveränderungen der Roh-, Hilfs- und Betriebsstoffe und der Handelswaren (Commodities). Sie sind ungeplante Investitionen außerhalb des wirtschaftlichen Gleichgewichts.
- Direktinvestitionen bezeichnen grenzüberschreitende Investitionen und werden als Form des Kapitalexports eingestuft.
- Umweltschutzinvestitionen zählen zu den langfristigen Investitionen und dienen dazu, ökologisch verträglichere Produktionen aufzubauen.

Es kann des Weiteren zwischen öffentlichen und privaten Investitionen unterschieden werden. Hierbei ist es von Bedeutung, ob die Investition von einer staatlichen Stelle oder einem mehrheitlich in Privatbesitz befindlichen Unternehmen ausgeht.

### Auf Investitionen beruhende Effekte

#### Kapazitätseffekt
Kapazitätseffekte sind die Folge von durch Nettoinvestitionen eingetretene Vergrößerungen oder Verbesserungen der Produktionsmöglichkeiten in der Volkswirtschaft durch Erhöhung der Kapazitäten. Dies bedeutet, dass durch Investitionen mehr oder bessere Güter produziert werden können. Durch positive Nettoinvestitionen wird somit das gesamtwirtschaftliche Produktionspotenzial erhöht.

#### Einkommenseffekt
Der Einkommenseffekt bezeichnet in der Makroökonomie die Wirkung von Investitionen auf die Nachfrage und somit auf das Volkseinkommen. Die in der Theorie vorzufindenden Wirkungsketten besagen, dass zunehmende Investitionsausgaben von Unternehmen für Betriebserweiterungen oder neue Produktionsverfahren zu einer steigenden Güternachfrage führen. Dadurch steigt auch die Produktion, und es werden neue Arbeitsplätze geschaffen, die ein höheres Einkommen bewirken (primärer Effekt). Höheres Einkommen hat wiederum eine Erhöhung des Konsums zur Folge, die weitere Einkommenseffekte in der Volkswirtschaft auslösen (sekundärer Effekt) und diesen Wirtschaftskreislauf von vorn beginnen lassen. Eine Erhöhung des Volkseinkommens hat des Weiteren zur Folge, dass das Sparen ansteigt.

#### Multiplikatoreffekt
Der Multiplikatoreffekt von Investitionen beschreibt, um wie viel sich das Einkommen einer Volkswirtschaft erhöht, wenn die Investitionen um einen bestimmten Wert ansteigen. Schafft beispielsweise in einem Anpassungsvorgang eine Investition von 50 Millionen € ein um 100 Millionen € erhöhtes Volkseinkommen, so ist der Multiplikatoreffekt 2,0. Ein volkswirtschaftlicher Anpassungsvorgang beschreibt die Veränderung von Variablen bei sich verändernden Rahmenbedingungen mit dem Ziel, das wirtschaftliche Gleichgewicht wiederherzustellen. Dies geschieht nicht automatisch und daher meist über mehrere Perioden.

### Die Investitionsgleichung
Die Investitionsgleichung analysiert, wie verschiedene Einflussgrößen auf das Investitionsniveau wirken. Im Mittelpunkt des Interesses steht der negative Zusammenhang zwischen Investitionen und Zinsen. Sinken die Zinsen, erhöhen sich die Investitionen und umgekehrt. In einer Volkswirtschaft kann daher insbesondere die Geldpolitik das Zinsniveau und damit die Investitionsausgaben beeinflussen.
Ein weiterer Einflussfaktor ist das Bruttoinlandsprodukt (BIP). Steigt es, steigen auch die Investitionen, und das Sparen nimmt zu. Dies bedeutet, dass zu einem bestimmten Zinssatz mehr investiert wird als zuvor. Die Keynes’sche Investitionsgleichung besagt, dass nach Ablauf einer Rechnungsperiode
{\displaystyle I=S}
sein muss. Diese Gleichung geht aus dem Kreislaufmodell von Keynes hervor (vereinfachtes Kreislaufmodell).
Auch die Erhebung von Steuern beeinflusst die Investitionstätigkeit wie die Zinsen, da beide zu Ausgaben führen, die nicht für eine Investition genutzt werden können. Steigen die Steuern, führt dies tendenziell zu einer abnehmenden Investitionstätigkeit, weil damit die Güternachfrage der privaten Haushalte sinkt (höhere Steuerausgaben bedeutet weniger Konsum- bzw. Investitionsausgaben und damit weniger Einnahmen für Andere Wirtschaftssubjekte).
Die Investitionsgleichung analysiert auch den Zusammenhang zwischen Konsum und Investitionen. Eine steigende Konsumnachfrage führt auch zu höheren Investitionen.

### Die Gleichheit von Investition und Ersparnis
Für eine geschlossene wie auch offene Volkswirtschaft gilt, dass die Nettoinvestitionen genauso groß sein müssen wie die Ersparnisse, da die Ersparnisse dem nicht verbrauchten Teil des Einkommens und somit dem nicht verbrauchten Teil der Produktion (Nettoinvestitionen) entsprechen.
Die Höhe der Ersparnisse wird von der Investition bestimmt. Es kommt nicht von vornherein zu einer Übereinstimmung dieser beiden Größen. Die Folge sind im Nachhinein erzwungene Investitionen oder Ersparnisse.

### Der Zusammenhang zwischen Investition, Wachstum und Konjunktur
Die Investitionstätigkeit ist das Bindeglied zwischen Konjunktur und Wachstum. Da die Investitionen ein Teil der Nachfrage sind, führt deren Erhöhung zu hohem Wirtschaftswachstum der Gesamtwirtschaft.
Der Konjunkturverlauf ist eng mit der Investitionsbereitschaft verbunden. Konjunkturelle Phasen des Abschwungs sind von verminderten Investitionen begleitet, Phasen des Aufschwungs und der Hochkonjunktur gehen in der Regel mit einer hohen Investitionstätigkeit einher. Somit führen Investitionen zu einer Belebung der Konjunktur und sind Voraussetzung für ein gleichmäßiges Wirtschaftswachstum und die Schaffung von Arbeitsplätzen.

### Investition und Staat
Da die Investitionstätigkeit sehr stark auf die konjunkturelle Situation reagiert, wird oft die Frage laut, ob eine staatliche Investitionslenkung und -förderung sinnvoll wäre. Investitionsförderungen im Sinne von staatlichen Subventionen oder dem Investitionszulagengesetz, sind gängige Praxis. Auch der Staat selbst tritt als wichtiger Investor etwa bei der Verkehrsinfrastruktur auf; diese Staatsinvestitionen sind Teil des Staatsverbrauchs.

## Wirtschaftliche Aspekte
Investitionen werden erst vorgenommen, wenn ihnen eine Investitionsplanung vorausgegangen ist, deren Kern in einer Investitionsrechnung besteht. Deren Ergebnisse sind die Grundlage für die Investitionsentscheidung. Hierbei geht der Entscheidungsträger („ex ante“) davon aus, dass die im Investitionsplan enthaltenen Erwartungen auch eintreffen werden. Später kann sich jedoch herausstellen („ex post“), dass die Marktentwicklung anders als erwartet verlaufen ist, so dass die Investition eine Fehlinvestition darstellt. Werden die entsprechenden Anlagen oder Bauwerke nicht beseitigt, spricht man von Investitionsruinen.
Wurde die Investitionsentscheidung getroffen, werden Investitionsgüter durch Güternachfrage auf dem Investitionsgütermarkt beschafft, die durch Investitionsausgaben bezahlt werden. Nach Fertigstellung der Investition beginnt die Payback-Periode, wobei die aus der Investition resultierenden Umsatzerlöse als Einnahmen die vorfinanzierten Investitionsausgaben decken – und möglichst überschreiten – sollen.